# Законы войны
Закон войны (в древних источниках обычай войны, англ. law of war) — юридический термин, означающий те законы международного права, которые описывают право на ведение войны (jus ad bellum) и нормы поведения во время боевых действий (jus in bello). Уголовная ответственность за нарушение этих законов распространяется не только на международный (государственный) уровень, но и на отдельных лиц. Нарушение военного положения называется военным преступлением.

## История
Попытки контролировать поведение отдельных лиц и наций, которые воевали, смягчить наихудшие последствия войны имеют давнюю историю. Самые ранние известные случаи встречаются в Махабхарате и Торе.
Махабхарата описывает приемлемое поведение на поле битвы:
Не следует атаковать колесницы пешими войсками; воины на колесницах должны атаковать колесницы. Никакой колесничий не должен нападать на несчастного пешего воина, ни пугать его, ни побеждать его… Война должна вестись ради завоевания владений; нельзя злиться на врага, который не пытается его убить…
Пример из Второзакония 20:19, 20 ограничивает сумму приемлемого побочного и экологического ущерба:
Если долгое время будешь держать в осаде [какой-нибудь] город, чтобы завоевать его и взять его, то не порти дерев его, от которых можно питаться, и не опустошай окрестностей, ибо дерево на поле не человек, чтобы могло уйти от тебя в укрепление; только те дерева, о которых ты знаешь, что они ничего не приносят в пищу, можешь портить и рубить, и строить укрепление против города, который ведет с тобою войну, доколе не покоришь его.
Втор. 20:10—12 требует, чтобы израильтяне сделали предложение мира противостоящей стороне, прежде чем осадить их город.
Когда подойдешь к городу, чтобы завоевать его, предложи ему мир; если он согласится на мир с тобою и отворит тебе ворота, то весь народ, который найдется в нём, будет платить тебе дань и служить тебе; если же он не согласится на мир с тобою и будет вести с тобою войну, то осади его.
Точно так же Втор. 21:10—14 требует, чтобы женщины-пленницы, которые были вынуждены выйти замуж за победителей войны, не могли быть проданы в качестве рабынь.
В начале VII века первый арабский халиф Абу Бакр обратился к людям и сказал о войне:
Остановитесь, о люди, чтобы я мог дать вам десять правил вашего поведения на поле битвы. Не совершайте предательства и не отклоняйтесь от верного пути. Вы не должны калечить трупы и не должны убивать ни ребёнка, ни женщину, ни старика. Не навредите деревьям и не сжигайте их огнем, особенно говорю вам, о люди, о плодоносных деревьях. Не убивайте стада врагов, кроме как для еды. Проходите мимо людей, посвятивших свою жизнь монашеским службам. Оставьте мирных людей…
Также в суре Аль-Бакара (2:190—193) говорится: в бою мусульманам разрешается только нанести ответный удар в целях самообороны против тех, кто ударит против них, но, как только враги перестанут атаковать, мусульманам нужно прекратить нападать.
В раннехристианский период многие христианские авторы считали, что христиане не могут быть воинами или вести войны. В 697 году Адомнан из Ионы собрал королей и священников со всей Ирландии и Шотландии в Бирр, где под его влиянием был принят «Закон невинных», который запрещал убивать женщин и детей на войне и разрушать церкви.
Одна из претензий, перечисленных в Декларации независимости США, заключалась в том, что британский король Георг III «пытался направить на жителей наших границ безжалостных индейских дикарей, известный способ войны которых представляет поголовное избиение всех возрастов, полов и состояний».
В настоящее время законы войны определяются международными договорами и контролируются международными организациями.

## Цели законов
Часто отмечалось, что создание законов для войны кажется абсурдом. Но на основе приверженности тому, что составляло обычное международное право воюющими сторонами на протяжении веков, человечество пришло к выводу, что кодификация законов войны будет полезна.
Среди основных принципов, лежащих в основе законов войны, можно отметить:
- войны должны ограничиваться достижением политических целей, положивших начало войне (например, территориальный контроль), и не должны включать ненужных разрушений;
- войны должны быть прекращены как можно скорее;
- люди и имущество, которые не способствуют военным усилиям, должны быть защищены от ненужного разрушения и лишений.

С этой целью законы войны призваны смягчить трудности войны путём:
- защиты как комбатантов, так и некомбатантов от ненужных страданий;
- защиты определённых основных прав человека лиц, попавших в руки врага, особенно военнопленных, раненых и больных, детей и гражданских лиц;
- содействия восстановлению мира.